# Edmur Ribeiro
Edmur Pinto Ribeiro (Saquarema, 9 de Setembro de 1929 — Niterói, 25 de Setembro de 2007), foi um futebolista brasileiro que atuou como atacante.

## Vitória Sport Clube (Guimarães)
Chegou ao Vitória Sport Clube (Guimarães) em 1958, após o regresso à 1ª divisão. Era um jogador conceituado no Brasil, embora já em final de carreira. Mas, em Guimarães, revigora-se e faz três épocas de sonho.
No Campeonato português de futebol de 1959/60 ganha a "Bola de Prata", sendo o melhor marcador do nacional da 1ª divisão, troféu que o Vitória SC (Guimarães) só repetiria com Paulinho Cascavel quase trinta anos depois em 1986/87.
Em 1961/62 é transferido com contrapartidas financeiras do Vitória SC (Guimarães), para o RC Celta de Vigo.
Até à temporada 1959/60, os melhores goleadores "Bola de Prata" do Campeonato Português tinham sido sempre jogadores da Santa Terrinha. O brasileiro Edmur, que veio do Náutico para o  Vitória Sport Clube (Guimarães), foi o primeiro a quebrar a homogenia. Edmur, natural de Saquarema-RJ, jogou no Flamengo, no Vasco e na Portuguesa de Desportos antes de se transferir para os "Aflitos" Náutico Capibaribe, onde teve oportunidade de revelar os seus dotes de matador em 1958. Um familiar de um membro da direcção do clube vimaranense, encantado com as qualidades do craque "timbu", providenciou a sua transferência para o clube minhoto. Deu certo. Edmur, com os 25 golos que marcou pelo Vitória Sport Clube, ganhou a "Bola de Prata" de melhor marcador do futebol português e abriu caminho para outros brasileiros em terras lusitanas.
Edmur foi dos primeiros a instalar-se em Portugal. O contrato de 3.500 escudos e 100 contos (cem mil escudos) de "luvas", agradava ao goleador do Náutico, que imediatamente se fez aos ares para atravessar o Atlântico. "Naquele tempo", disse Edmur ao jornal A Bola, "a viagem do Rio para Lisboa durava 22 horas, com escala em Dakar". Edmur e a sua comitiva – mulher e três filhos – não se deixaram vencer pela distância. "A condição que exigi para assinar era a da presença da minha família sempre ao meu lado", lembra o ex-jogador, que residiu em Guimarães até pouco antes de falecer.
Viveu três anos na cidade-berço defendendo as cores do Vitória. Depois uma experiência no RC Celta de Vigo, o regresso a Portugal, envergando a camisola do Leixões, de onde saltou para a Venezuela e onde que pendurou as chuteiras mas não abandonou o gosto pela bola. "Depois de jogar na Venezuela, fiquei muitos anos no Brasil." Em 1972 regressou a Portugal agora como treinador. O AD Fafe, Gil Vicente FC e Aliados FC do Lordelo foram os clubes que tiveram Edmur como técnico. Neste último, já com 44 anos, em algumas partidas, chegou mesmo a calçar as chuteiras e sentir o gostinho de ver a bola se aninhar no fundo das redes em mais um golo de sua autoria. Depois de Edmur, muitos outros brasileiros sagraram-se melhores artilheiros do Campeonato Português.
Na época 2007/08 a 15 de dezembro de 2007, dia do 85º aniversário do Vitória Sport Clube, que nasceu em 1922 do mesmo dia, fundado por uma direcção constítuida por Alberto Abreu, António Pires, António Antunes de Castro, José de Oliveira Pires e Eduardo Oliveira Gomes.
O momento alto do dia foi a inauguração da sala de troféus do Vitória, a "Sala Edmur", cujo nome foi dado em homenagem ao antigo artilheiro do Vitória, Edmur Pinto Ribeiro, que foi segundo o Presidente Emílio Macedo: "Um testemunho real daqueles que serviam o Vitória". O filho de Edmur ofereceu ao clube vimaranense a "Bola de Prata", que o já falecido atleta recebeu enquanto estava ao serviço do Vitória.

## Selecção
Edmur teve a sua primeira internacionalização pela Seleção Brasileira a 17 de Novembro de 1955, Taça Oswaldo Cruz, Estádio do Pacaembú, Rio de Janeiro (Brasil).

## Títulos
Vasco da Gama
- Campeonato Carioca: 1952

Seleção Brasileira
- Copa Oswaldo Cruz: 1955

Portuguesa
- Torneio Rio-São Paulo: 1955

Celta de Vigo
- Troféu Emma Cuervo: 1961

## Prêmios individuais
- Artilheiro do Torneio Rio-São Paulo: 1955 - (11 golos - 11 jogos)
- Melhor Marcador da Primeira Liga: 1959-60 (25 golos - 26 jogos)
- Bola de Prata (Primeira Liga): 1959-60[5]